# Lerderderg River
Lerderderg River är ett vattendrag i Australien. Det ligger i delstaten Victoria, omkring 43 kilometer väster om delstatshuvudstaden Melbourne.
Trakten runt Lerderderg River består i huvudsak av gräsmarker. Runt Lerderderg River är det ganska tätbefolkat, med 90 invånare per kvadratkilometer. Genomsnittlig årsnederbörd är 971 millimeter. Den regnigaste månaden är juni, med i genomsnitt 115 mm nederbörd, och den torraste är januari, med 34 mm nederbörd.